# Ogataea dorogensis
Ogataea dorogensis är en svampart som först beskrevs av G. Péter, Tornai-Leh., Fülöp & Dlauchy, och fick sitt nu gällande namn av Nagats., S. Saito & Sugiy. 2008. Ogataea dorogensis ingår i släktet Ogataea och familjen Pichiaceae.   Inga underarter finns listade i Catalogue of Life.